# Elecciones a las Cortes de Aragón de 1991
Las Elecciones a las Cortes de Aragón se celebraron el 26 de mayo de 1991. Fueron las terceras elecciones democráticas autonómicas desde el restablecimiento de la democracia. El vencedor fue el Partido Socialista Obrero Español de Aragón, encabezado por José Marco Berges pero un pacto entre el Partido Aragonés y el PP llevó al regionalista Emilio Eiroa García a ser elegido presidente de Aragón. El otro partido que obtuvo representación parlamentaria fue Izquierda Unida de Aragón.

## Resultados
| ← Elecciones a Cortes de Aragón de 1991 → |                                                             |                             |         |       |         |     |
| Presidente y gobierno | Partido                                                     | Candidato                   | Votos   | %     | Escaños | +/- |
| - Presidente: Emilio Eiroa García (PAR) (1991-septiembre de 1993) José Marco (PSOE) (septiembre de 1993-1995) - Gobierno: PAR-PP (1991-1993) PSOE (1993-1995) - Censo: 955.074 - Votantes: 616.545 (64,55%) - Abstención: 338.529 (35,45%) - Válidos: 612.223 - A candidatura: 604.224 | Partido de los Socialistas de Aragón (PSOE-Aragón)          | José Marco Berges           | 247.485 | 40,87 | 30      | +3  |
| - Presidente: Emilio Eiroa García (PAR) (1991-septiembre de 1993) José Marco (PSOE) (septiembre de 1993-1995) - Gobierno: PAR-PP (1991-1993) PSOE (1993-1995) - Censo: 955.074 - Votantes: 616.545 (64,55%) - Abstención: 338.529 (35,45%) - Válidos: 612.223 - A candidatura: 604.224 | Partido Aragonés (PAR)                                      | Hipólito Gómez de las Roces | 151.420 | 25,00 | 17      | -2  |
| - Presidente: Emilio Eiroa García (PAR) (1991-septiembre de 1993) José Marco (PSOE) (septiembre de 1993-1995) - Gobierno: PAR-PP (1991-1993) PSOE (1993-1995) - Censo: 955.074 - Votantes: 616.545 (64,55%) - Abstención: 338.529 (35,45%) - Válidos: 612.223 - A candidatura: 604.224 | Partido Popular de Aragón (PP)                              | Santiago Lanzuela Marina    | 126.892 | 20,95 | 17      | +4  |
| - Presidente: Emilio Eiroa García (PAR) (1991-septiembre de 1993) José Marco (PSOE) (septiembre de 1993-1995) - Gobierno: PAR-PP (1991-1993) PSOE (1993-1995) - Censo: 955.074 - Votantes: 616.545 (64,55%) - Abstención: 338.529 (35,45%) - Válidos: 612.223 - A candidatura: 604.224 | Convergencia Alternativa de Aragón-Izquierda Unida (CAA-IU) | Adolfo Burriel              | 41.367  | 6,83  | 3       | +1  |
| - Presidente: Emilio Eiroa García (PAR) (1991-septiembre de 1993) José Marco (PSOE) (septiembre de 1993-1995) - Gobierno: PAR-PP (1991-1993) PSOE (1993-1995) - Censo: 955.074 - Votantes: 616.545 (64,55%) - Abstención: 338.529 (35,45%) - Válidos: 612.223 - A candidatura: 604.224 | Centro Democrático y Social (CDS)                           |                             | 18.929  | 3,13  | 0       | -6  |
| - Presidente: Emilio Eiroa García (PAR) (1991-septiembre de 1993) José Marco (PSOE) (septiembre de 1993-1995) - Gobierno: PAR-PP (1991-1993) PSOE (1993-1995) - Censo: 955.074 - Votantes: 616.545 (64,55%) - Abstención: 338.529 (35,45%) - Válidos: 612.223 - A candidatura: 604.224 | Chunta Aragonesista (CHA)                                   |                             | 14.116  | 2,33  | 0       |     |
| - Presidente: Emilio Eiroa García (PAR) (1991-septiembre de 1993) José Marco (PSOE) (septiembre de 1993-1995) - Gobierno: PAR-PP (1991-1993) PSOE (1993-1995) - Censo: 955.074 - Votantes: 616.545 (64,55%) - Abstención: 338.529 (35,45%) - Válidos: 612.223 - A candidatura: 604.224 | Partido Socialista de los Trabajadores (PST)                |                             | 2.441   | 0,40  | 0       |     |
| - Presidente: Emilio Eiroa García (PAR) (1991-septiembre de 1993) José Marco (PSOE) (septiembre de 1993-1995) - Gobierno: PAR-PP (1991-1993) PSOE (1993-1995) - Censo: 955.074 - Votantes: 616.545 (64,55%) - Abstención: 338.529 (35,45%) - Válidos: 612.223 - A candidatura: 604.224 | Partido Aragonés Independiente (PAI)                        |                             | 1.882   | 0,31  | 0       |     |
| - Presidente: Emilio Eiroa García (PAR) (1991-septiembre de 1993) José Marco (PSOE) (septiembre de 1993-1995) - Gobierno: PAR-PP (1991-1993) PSOE (1993-1995) - Censo: 955.074 - Votantes: 616.545 (64,55%) - Abstención: 338.529 (35,45%) - Válidos: 612.223 - A candidatura: 604.224 | Movimiento Aragonés Social (MAS)                            |                             | 1.032   | 0,17  | 0       |     |
| - Presidente: Emilio Eiroa García (PAR) (1991-septiembre de 1993) José Marco (PSOE) (septiembre de 1993-1995) - Gobierno: PAR-PP (1991-1993) PSOE (1993-1995) - Censo: 955.074 - Votantes: 616.545 (64,55%) - Abstención: 338.529 (35,45%) - Válidos: 612.223 - A candidatura: 604.224 | En blanco                                                   | N/A                         | 7.999   |       | N/A     | N/A |
| - Presidente: Emilio Eiroa García (PAR) (1991-septiembre de 1993) José Marco (PSOE) (septiembre de 1993-1995) - Gobierno: PAR-PP (1991-1993) PSOE (1993-1995) - Censo: 955.074 - Votantes: 616.545 (64,55%) - Abstención: 338.529 (35,45%) - Válidos: 612.223 - A candidatura: 604.224 | Nulos                                                       | N/A                         | 4.322   |       | N/A     | N/A |

## Investidura del Presidente de Aragón
| Candidato          | Fecha                                                   | Voto       |    |    |    |   | Total |
| ------------------ | ------------------------------------------------------- | ---------- | -- | -- | -- | - | ----- |
| Emilio Eiroa (PAR) | 10 de julio de 1991 Mayoría requerida: Absoluta (34/67) | Sí         |    | 17 | 17 |   | 34/67 |
| Emilio Eiroa (PAR) | 10 de julio de 1991 Mayoría requerida: Absoluta (34/67) | No         | 30 |    |    | 3 | 33/67 |
| Emilio Eiroa (PAR) | 10 de julio de 1991 Mayoría requerida: Absoluta (34/67) | Abstención |    |    |    |   | 0/67  |

## Moción de Censura
En marzo de 1993, Emilio Gomáriz abandona el grupo popular y pasa a integrarse en el grupo mixto como independiente. Seis meses después, los socialistas registran una moción de censura con el siguiente resultado:
| Candidato                       | Fecha                                                        | Voto       |    |    |    |   | Indep. | Total |
| ------------------------------- | ------------------------------------------------------------ | ---------- | -- | -- | -- | - | ------ | ----- |
| José Marco Berges (PSOE Aragón) | 09 de septiembre de 1993 Mayoría requerida: Absoluta (34/67) | Sí         | 30 |    |    | 3 | 1      | 34/67 |
| José Marco Berges (PSOE Aragón) | 09 de septiembre de 1993 Mayoría requerida: Absoluta (34/67) | No         |    | 17 | 16 |   |        | 33/67 |
| José Marco Berges (PSOE Aragón) | 09 de septiembre de 1993 Mayoría requerida: Absoluta (34/67) | Abstención |    |    |    |   |        | 0/67  |

## Circunscripciones electorales
Las circunscripciones electorales corresponden a cada una de las tres provincias:
- Huesca - 18 parlamentarios.
- Teruel - 16 parlamentarios.
- Zaragoza - 33 parlamentarios.